# La religione entro i limiti della semplice ragione
La religione entro i limiti della semplice ragione è un'opera scritta da Immanuel Kant in cui si affronta il problema religioso nei suoi rapporti con quello morale. Il primo capitolo viene pubblicato nell'aprile 1792, nella Berlinische Monatsschrift. La prima edizione del testo completo è dell'anno successivo. L'opera può essere considerata, insieme al  "Saggio di una critica di ogni Rivelazione" di Johann Gottlieb Fichte pubblicato nello stesso anno (1792), una delle prime opere di filosofia della religione.

## Storia
La pubblicazione di quest'opera fu occasione di turbamento per la vita regolare e tranquilla del filosofo prussiano tutto dedito al suo lavoro di docente universitario e di studioso.
Con la morte di Federico II, in Prussia era venuto meno il rispetto per la libertà di pensiero che aveva fatto di Berlino l'asilo dei filosofi illuministi, mentre riprendeva vigore il conservatorismo religioso e la reazione politica.
Nel 1790 veniva imposto a tutti i pastori luterani un catechismo ufficiale di stato, nel 1791 veniva istituita una commissione governativa per la censura sui libri pubblicati in Prussia.
È in questo clima repressivo che nel 1794 il re Federico Guglielmo II invia a Kant una minacciosa lettera in cui deplora le sue teorie religiose imponendogli di non trattarne più.
Kant respinse le accuse del sovrano ma si disse disposto da buon suddito fedele a sottomettersi all'ordine del sovrano impegnandosi a non scrivere più di argomenti di natura religiosa. Il filosofo mantenne fede alla promessa anche se, dopo la morte di Federico Guglielmo II (1797) riprese a sviluppare temi politicamente delicati, ma non esplicitamente religiosi.
Furono i suoi discepoli a occuparsene, raccogliendo le sue lezioni nell'opera Vorlesungen Uber Die Philosophische Religionslehre (Dottrina filosofica della religione), pubblicata postuma da  Karl Heinrich Ludwig Politz nel 1817.

## La speranza del premio
La Critica della ragion pratica si concludeva stabilendo la necessità di porre come guida dell'azione morale tre postulati, tra cui quello dell'esistenza di Dio. Questa conclusione comportava una apertura dell'etica alla religione, sia pure fondata sulla ragione, lasciando tuttavia irrisolto il problema della salvezza:
1. Che cosa posso sapere?
2. Che cosa devo fare?
3. Che cosa ho diritto di sperare?»

(Immanuel Kant, Critica della ragion pura, Dottrina trascendentale del metodo)
La terza domanda apre la via al problema religioso mentre la risposta viene data dalla ragion pratica che mi dice che: «se io faccio quello che debbo fare» posso a buon diritto sperare che Dio ricompensi la mia vita virtuosa con il premio della felicità.
A queste tre domande si aggiungerà, come scrive nella Logica, la quarta: "che cosa è l'uomo", cui risponde l'antropologia. Essa non ha una vera e propria risposta, ma possiamo affermare che la risposta all'ultimo quesito sia la risposta ai primi tre.
Fra religione e morale vi è quindi un'intima compenetrazione tale che il comportamento morale assume un aspetto religioso, non perché l'uomo morale faccia riferimento a un sistema di regole, di comandamenti che provengano dall'esterno a lui e neppure perché spinto da motivi che determinino ulteriormente il suo agire morale per il timore di un castigo divino o la speranza di un premio, ma perché vi è coscienza che esiste un perfetto accordo tra imperativo categorico e volontà di Dio che, come giudice giusto, premierà  l'uomo per il suo comportamento virtuoso.
La religione quindi secondo Kant non è altro che «la conoscenza di tutti i doveri come i comandamenti divini...con la speranza di partecipare un giorno alla felicità nella misura in cui avremo procurato di non esserne indegni.» 

### Una religione razionale
La religione quindi, resa possibile solo  dall'etica, si presenta come razionale: non vi sarà bisogno né di dogmi, né di sacerdoti che li custodiscano, né di culti, né di chiese dove praticarli: tutti coloro che riconoscono la morale kantiana dell'imperativo categorico saranno i membri di una società spirituale, dando vita alla chiesa invisibile degli uomini di buona volontà.
Questa religione razionale si presenta simile alla religione naturale degli illuministi francesi, che la contrapponevano a quella rivelata, positiva. Questa, sostiene Kant, vuole far apparire la legge morale come avente vigore perché data dal comandamento divino:
(I. Kant, La religione entro i limiti della semplice ragione, IV)

### Il cristianesimo come religione naturale
Il cristianesimo dunque può essere considerato una vera e propria religione naturale come, ad esempio, dimostra il dogma del peccato originale, che in realtà si rifà alla tendenza naturale, inspiegabile razionalmente, dell'uomo a mettere in atto comportamenti contrari alla legge morale. Vi è infatti, una inclinazione naturale umana, che Kant chiama male radicale, che spinge l'uomo, pur consapevole razionalmente del bene, a fare il male.
Così «La ricostruzione a priori della figura ideale di Cristo, sia come "Maestro dell'Evangelo" che come "modello morale", sembra così conchiudere a tutto vantaggio dell'"idea di Cristo", da sempre insita nella ragione, con la completa marginalizzazione del "Cristo storico", la cui importanza viene relegata in una funzione del tutto contingente e secondaria.»
Quindi Gesu' Cristo, che nella religione rivelata è considerato come ente trascendente non sembra essere altro che la personificazione ideale dell'uomo morale. La fede che si ha in quest'essere superiore è in realtà la fede che ha l'uomo di poter realizzare la legge morale. I dogmi cristiani sembrano quindi essere prevalentemente la trasfigurazione simbolica di verità morali.
Nonostante la priorità conferita alla religione razionale (il deismo), Kant assegna ugualmente un ruolo storico e pedagogico alla religione rivelata:
A differenza degli altri filosofi illuministi, Kant quindi concede uno spazio alla "religione rivelata": la religione razionale infatti è fondata sulla fede razionale pratica (come fede morale nei postulati della "ragion pratica"), ma anche la religione rivelata tuttavia può, in qualche modo, essere accolta, se aiuta nel compimento del bene. Se cioè, in un certo senso, può essere intesa come fede "riflettente" :
Questo riconoscimento di una "fede riflettente" sarebbe sufficiente per diversi interpreti di Kant (della seconda metà del '900) per considerare la sua filosofia della religione una forma di "teismo": in particolare un "teismo morale". Importanti, in proposito, sono state due interpretazioni: quella di Ada Lamacchia (alla fine degli anni 1960), che già parlava di un passaggio in Kant da un dogmatismo teologico ad un teismo morale e, all'interno del mondo cattolico, l'interpretazione (a metà degli anni '70) del filosofo della religione, Italo  Mancini, che considerava Kant addirittura una preziosa fonte per la teologia cattolica . Con l'opera di Mancini si congedava definitivamente l'interpretazione immanentistica della filosofia kantiana tanto cara al pensiero idealistico italiano e al pensiero marxista.